# The Pill
Pour les articles homonymes, voir Pill (homonymie).

The Pill est un film américain réalisé par J. C. Khoury, sorti en 2011.

## Synopsis
Mindy est jeune fille, célibataire et catholique vivant à New York. Après une aventure d'un soir, Fred passe la journée à ses côtés pour s'assurer qu'elle n'oublie pas de prendre ses deux pilules du lendemain.

## Fiche technique
- Réalisation : J. C. Khoury
- Pays d'origine : États-Unis
- Genre : Comédie

## Distribution
- Rachel Boston : Mindy
- Noah Bean : Fred
- Anna Chlumsky : Nelly

## Récompenses
- Meilleure actrice pour Rachel Boston, au San Diego Film Festival (en)
- Meilleur film, au GenArt (en)